# Raning
Raning ist eine ehemalige Gemeinde mit 797 Einwohnern (Stand: 31. Oktober 2013)
im Südosten der Steiermark im Bezirk Südoststeiermark. Im Rahmen der Gemeindestrukturreform in der Steiermark ist die Gemeinde seit 2015 mit den Gemeinden Aug-Radisch, Baumgarten bei Gnas, Grabersdorf, Maierdorf, Poppendorf, Gnas, Trössing und Unterauersbach zusammengeschlossen,
die neue Gemeinde führt den Namen Gnas weiter. Grundlage dafür ist das Steiermärkische Gemeindestrukturreformgesetz – StGsrG.

## Geographie

### Geographische Lage
Raning liegt ca. 37 km südöstlich von Graz und ca. 11 km südwestlich der Bezirkshauptstadt Feldbach im Oststeirischen Hügelland.

### Nachbargemeinden bis Ende 2014
- im Norden: Gnas
- im Osten: Poppendorf
- im Süden: Grabersdorf
- im Westen: Aug-Radisch und Unterauersbach

### Gliederung
Das Gemeindegebiet umfasste folgende zwei Ortschaften (in Klammern Einwohnerzahl, Stand 1. Jänner 2024):
- Raning (514)
- Thien (252)

Die Gemeinde bestand aus der einzigen Katastralgemeinde Raning.

Blick vom Grabenberg auf das Dorf Raning

Feldkreuz bei Raning

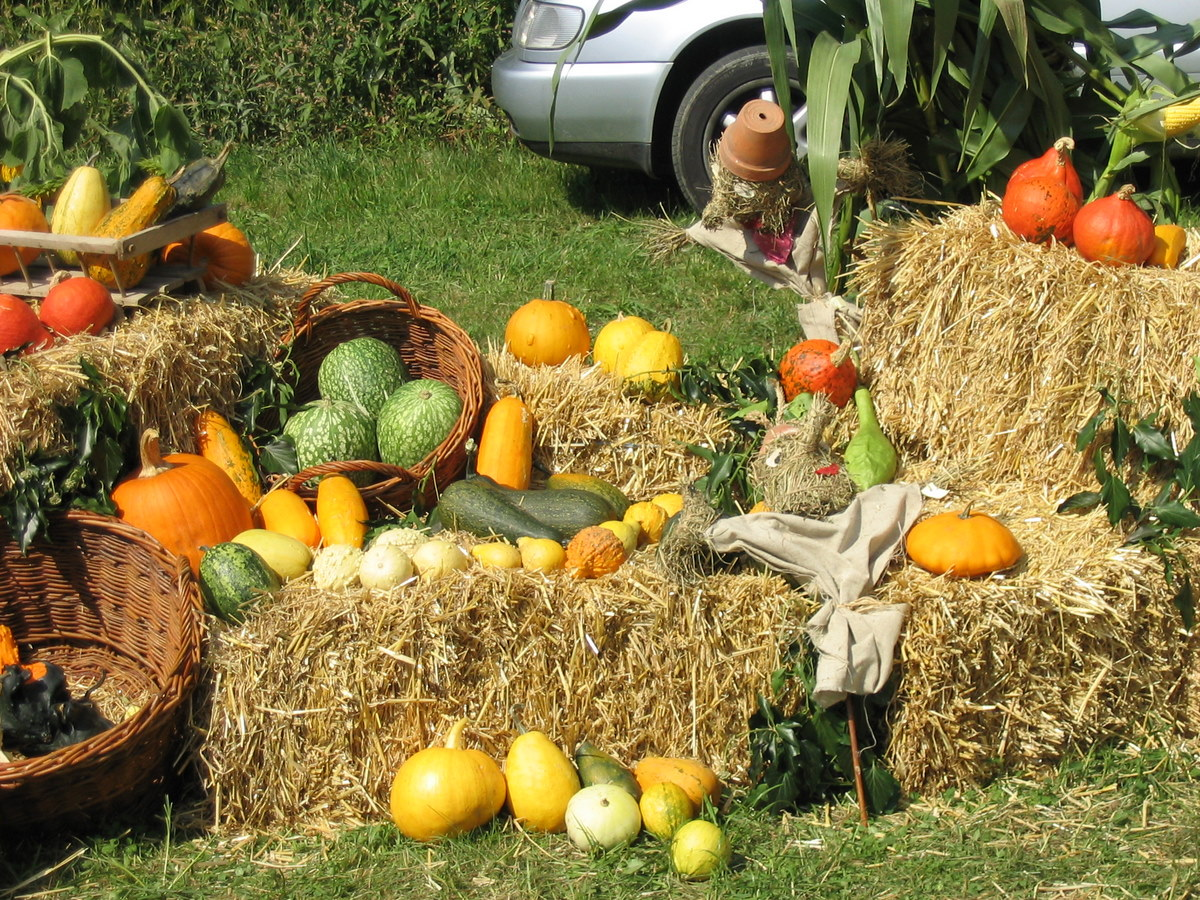
Kürbisfest Raning

## Politik

### Gemeinderat
Der Gemeinderat bestand aus neun Mitgliedern und setzte sich seit der Gemeinderatswahl 2010 aus Mandaten der folgenden Parteien zusammen:
- 8 ÖVP – stellte Bürgermeister und Vizebürgermeister
- 1 SPÖ

### Wappen
Die Verleihung des Gemeindewappens erfolgte mit Wirkung vom 1. Mai 1992.

Blasonierung (Wappenbeschreibung):
„In Rot sparrenweise drei rautenförmige, an den Ecken mit Kleeblättern besteckte, silberne Gürtelspangen mit aufrechten Dornen.“